# Sacramento Monarchs
Sacramento Monarchs was een basketbalploeg uit Sacramento, Californië. Ze speelde in de WNBA met ARCO Arena als thuisbasis. In 2005 werden ze kampioen van de WNBA. In 2009 werd de club opgeheven.

## Erelijst
Conference Championships:
- 2005 Western Conference Champions
- 2006 Western Conference Champions

WNBA Championships:
- 2005 WNBA Champions

## Bekende (oud-)spelers
- Ruthie Bolton
- Rebekkah Brunson
- Bridgette Gordon
- Yolanda Griffith
- Kara Lawson
- Pamela McGee
- Ticha Penicheiro
- Katy Steding
- Kara Wolters